# Sigfried Kessler
Sigfried Kessler (Saarbrücken, 1935. február 5. – La Grande-Motte, 2007. január 22.) német származású francia dzsesszzongorista. Időnként klarinétozott és fuvollásként is fellépett.

## Pályafutása
Kessler négyévesen kezdett zongorázni tanulni. Apja halála és édesanyja internálása után tizenegy évesen árvaházba került, ahol továbbra is klasszikus zongoraleckéket kapott a zeneiskolában. A zongora mellett furulya, zeneszerzés, hangszerelés és az ütőhangszerek használatából leckéket is kapott. Eleinte klasszikus repertoárt adott elő (Johann Sebastian Bach, Francis Poulenc, Frédéric Chopin, Maurice Ravel...). 
Stan Kenton lemezfelvételet hallva ("City of Jazz") után felébredt a dzsessz iránti érdeklődése. Koncertezett többek között Fritz Maldenerrel. 
Miután Saarland 1957-ben visszakerült a Német Szövetségi Köztársaságba, Kessler Franciaországba költözött. 
1957-ben Gijs Hendriks holland szaxofonossal turnézott Hollandiában és Skandináviában. 1967-ben Párizsban Michel Roques-szal játszott a  Blue Note Paris-ban. Játszott Dexter Gordonnal, Slide Hamptonnal, Joe Hendersonnal, Nathan Davisszel és Ted Cursonnal. 1969-ben megalapította a „Perceptons” kvartettet, amely kezdetben John Coltrane által befolyásolt zenét játszott, és az egyik központi francia free jazz formáció lett. Az 1960-as évek végén Kessler a free jazz hatására Iannis Xenakis, Luciano Berio, Karlheinz Stockhausen és Mauricio Kagel zenéje felé orientálódott. 
Első trióalbuma Barre Phillipsszel és ]Steve McCallal  1969-ben jelent meg. 
Fellépett Hervé Bourde-dal, duóban Daunik Lazro szaxofonossal, valamint Kirsti Alho énekesnővel és Gilles Elbaz énekessel. Az 1970-es években találkozott Archie Sheppel, akivel több mint egy évtizeden át dolgozott.
A „Catamaran” című albumot 2005-ben Michel Bachevalier dobossal rögzítette − utalva a vitorlázás iránti szenvedélyére. Élete utolsó 20 évében egy vitorláson élt Dél-Franciaországban. 1985-ben Franciaországban a „Nam” című produkcióval hívta fel magára a figyelmet.
Kessler érdeklődése nem korlátozódott egyedül a free jazzre, egy ideig kapcsolatban volt Pierre Courbois jazzrock együttesével, az Association P.C-vel is. bevonták és kísérték például Joe Hendersont, Dexter Gordont és Slide Hamptont is.
2007 januárjában találták meg holttestét La Grande Motte kikötőjének vizében. A halál oka fulladás (öngyilkosság) volt. Két dokumentumfilm is készült róla Franciaországban (2002-ben Christine Baudillon: „A Love Secret”, Frank Cassenti: „L'île du jazz” 2006-ban).

## Albumok
- Siegfried Kessler trio (Barre Phillips & Steve McCall; Live at the Gill's Club (1969)
- Siegfried Kessler & Dizzy Reece quintet "From In To Out" (1970)
- Siegfried Kessler & Perception & Yochk'o Seffer, Didier Levallet, Jean-My Truong: "Perception" (1971)
- Siegfried Kessler & Hal Singer sextet "Blues and News" (1971)
- Siegfried Kessler trio (Gus Nemeth & Stu Martin) "Solaire" (1971)
- Perception & Friends (1972)
- Siegfried Kessler (solo) "Man and Animals" (1977)
- Siegfried Kessler & Archie Shepp quartet "Parisian Concert, vol 1" (1977)
- Siegfried Kessler & Archie Shepp quartet "Parisian Concert, vol 2" (1977)
- Siegfried Kessler & Archie Shepp quartet Live at the Totem, vol 1 "Things Have Got To Change" (1979)
- Siegfried Kessler & Archie Shepp quartet Live at the Totem, vol 2 "'Round About Midnight" (1979)
- Siegfried Kessler trio (Jean-François Jenny Clark & Clifford Jarvis) Invité sur deux titres, Archie Shepp "Invitation" (1979)
- Siegfried Kessler & Archie Shepp quintet "Tribute to Charlie Parker, Bird Fire" (1979)
- Siegfried Kessler (piano solo) "Corps et Ame" (1981)
- Siegfried Kessler & Yochk'o Seffer "Play Ellington" (1999)
- Siegfried Kessler (piano) et Archie Shepp "FirstTake" (2005)
- Siegfried Kessler et Michel Bachevalier "Catamaran" (2005)
- Siegfried Kessler (solo piano Korg et DX7) "Incandescene" (2006)